# دی‌سولفیرام
دی‌سولفیرام (به انگلیسی: Disulfiram) (که تحت نام Antabuse نیز تجارت می شود) دارویی است که با ایجاد حساسیت حاد به اتانول (الکل خوراکی)، جهت پشتیبانی از درمان الکلیسم مزمن، استفاده می شود. دیسولفیرام از طریق بازداری آنزیم استالدهید دهیدروژناز، موجب می گردد تا بلافاصله پس از مصرف الکل، اثرات خماری بسیاری احساس گردد. دیسولفیرام به علاوه الکل، حتی در مقادیر کم، موجب گرگرفتگی، ضربان در سر و گردن، سردرد ضربان‌دار، مشکلات تنفسی، تهوع، استفراغ فراوان، تعریق، تشنگی، درد قفسه سینه، تپش قلب، تنگی فس، نفس نفس زدن، تندتپشی، فشار خون پایین، غش کردن، کسالت قابل توجه، ضعف، سرگیجه، دید تار و گیجی. در واکنش‌های شدید، ممکن است افسردگی تنفسی، فروپاشی قلبی-عروقی، تپش غیرطبیعی قلبی، سکته قلبی، نارسایی حاد گرفتگی قلبی، بیهوشی، تشنج و مرگ، ایجاد کردند.

## پیوندهای بیرونی
- "Disulfiram". Drug Information Portal. U.S. National Library of Medicine.
- Toxicity, Mushroom - Disulfiramlike Toxins در ئی‌مدیسین
- CDC - NIOSH Pocket Guide to Chemical Hazards